# Cerro Santa Ana (Guayaquil)
El Cerro Santa Ana está ubicado al noreste de la ciudad de Guayaquil, al pie del río Guayas y junto al tradicional barrio las Peñas. Abarca una superficie aproximada de 13.5 hectáreas, con una población estimada en 4.105 habitantes.

## Historia
El cerro, llamado antiguamente "Cerrito Verde" o "Cerrito de la Culata", es el sitio que originó la ciudad de Guayaquil, ya que en sus faldas occidentales que dan hacia la meseta que se llamó "de los Ciruelos" se produjo su definitivo asentamiento en  1547. 
Cuenta la leyenda que Nino de Lecumberri, español buscador de tesoros, invocó a Santa Ana cuando se encontraba en peligro de muerte debido a la maldición de un antiguo rey que gobernó el lugar -mucho antes que los Guancavilcas- y que fue castigado por su avaricia. En agradecimiento colocó una Cruz con la leyenda “Santa Ana” en la cima del cerro, nombre que sustituyó desde entonces al de Cerrito Verde. 
La ciudad al estar ubicada sobre las faldas del cerro "...no pudo adoptar un esquema de manzanas regulares alrededor de lo que se escribía como una pequeña plaza no cuadrada, lo que llevo a los cronistas a afirmar que Guayaquil tenia “mal asiento” (Fray Fernando de Lizarraga)"
Toda ciudad española tenía su iglesia y esta se conocía como Iglesia mayor que en el caso de la primitiva Guayaquil se hallaba en “... la cumbre de la loma” que según las investigaciones realizadas se encontraba donde hoy mismo se levanta una capilla que fue producto de la regeneración que se hizo al cerro allá por la década de los 2000s. Frente a la iglesia donde hoy se levanta el faro, se encontraban las Casas del Cabildo que  por el año de 1600 "...eran de madera de roble y estaban techadas con teja" No duraría  mucho aquel edificio porque sería prendido en fuego en el año de 1624 debido a la invasión pirata de Heremite. Diez años más tarde "La Casa del Cabildo se cayo de puro vieja"  y se tuvo que usar la Iglesia Mayor como sede provisional "El 2 de enero de 1637, por la amplitud del local, se hizo Cabildo Abierto en la Iglesia Mayor".

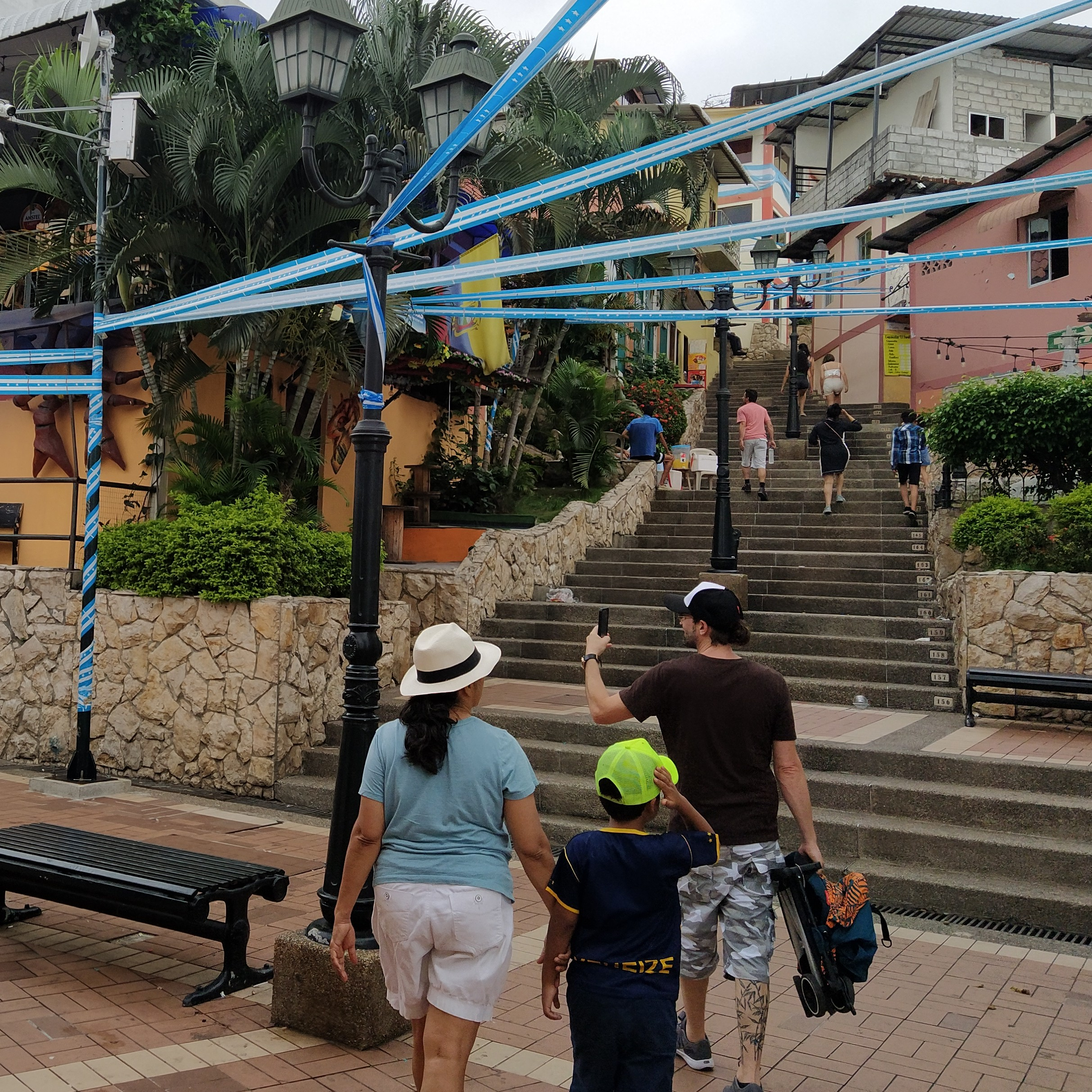
Escalinatas del Cerro Santa Ana

Las Casas del Cabildo no se hallarían más en la cumbre del cerro, sino que pasarían a contruirse en las planicies frente a la Plaza de Santa Catalina, hoy Loja y Malecón, esquina norte. Le tomo al cabildo guayaquileño casi todo el siglo XVII para la reconstrucción en dicho lugar, por lo que durante este tiempo se establecieron provisoriamente en varias casas alquiladas, de los vecinos más prominentes. 
La iglesia Mayor, que se salvó del incendio perpetuado por piratas en 1624, "tuvo que ser demolida en 1639 por ser ya una construcción vieja y peligrosa, fue sustituida por un galpón en el cual se celebraban los ritos" Hasta que fue reconstruida en donde hoy se levanta el Museo del Bombero, demorando varios años su construcción. "Se la termino por este año (1687), justo a tiempo para servir de impotente testigo de la invasión de Grogniet, Picard y Hewit, en abril 20. Los asaltantes causaron grandes estragos, y el incendio que iniciaron destruyó la tercera parte de la población; para celebrar su triunfo los filibusteros franceses cantaron un Te Deum en la misma Iglesia Mayor..." Pero poco tiempo después "El 6 de diciembre de 1692 será arrasado por un incendio junto a otras construcciones de importancia".

## Actualidad

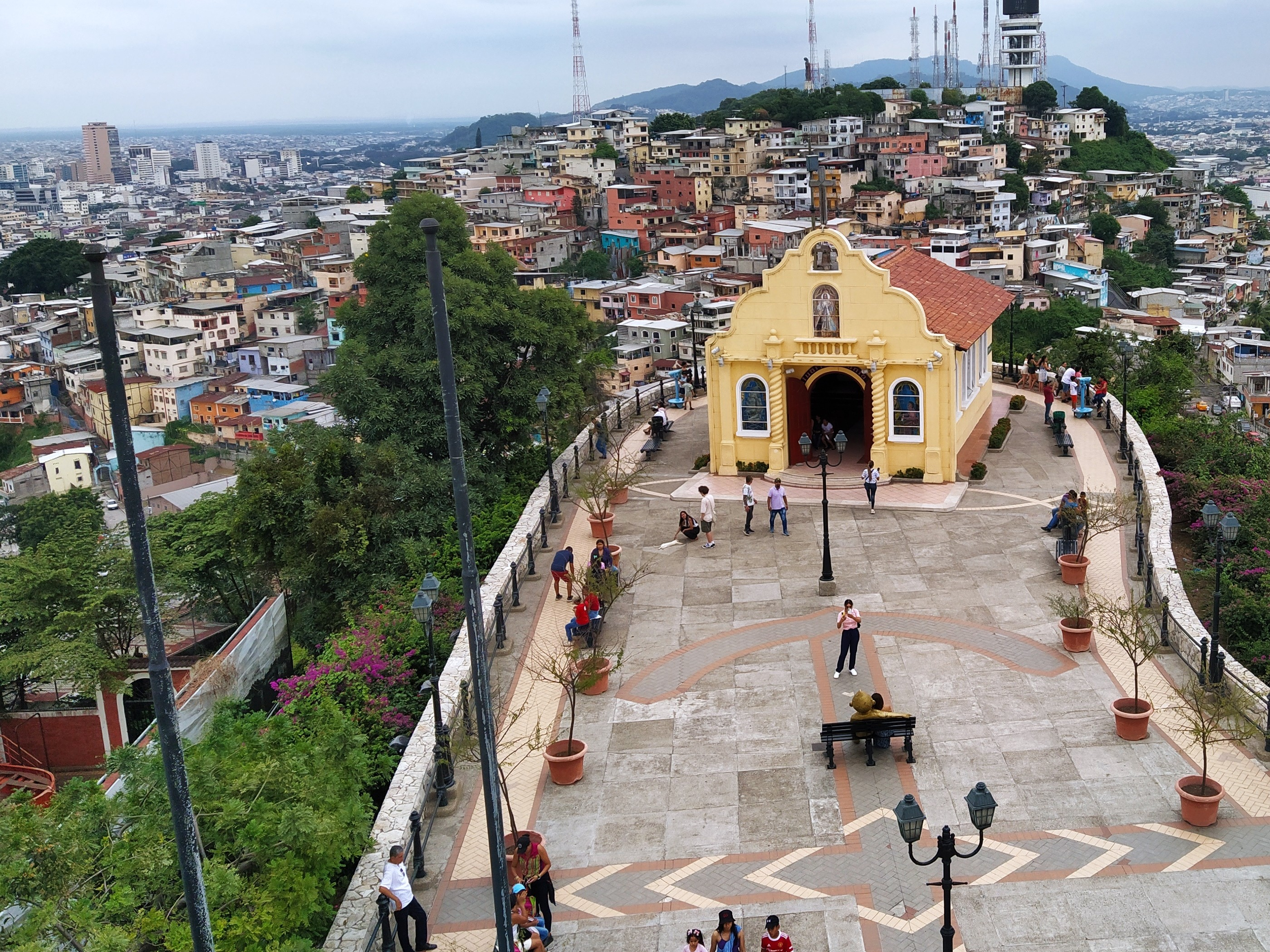
Punto más alto del Cerro Santa Ana, con vistas hacia la ciudad.

En julio de 2001, el municipio de la ciudad inició un proceso de regeneración en el sector, dándole a las casas un aspecto más colonial. Desde entonces, el Cerro Santa Ana es uno de los puntos de interés turístico más importantes de la ciudad. En un recorrido de 444 escalones se encuentran restaurantes, cafés, galerías de arte, cibercafés y tiendas de artesanías. Está dotado de plazoletas y callejones, además de áreas verdes para la recreación y el descanso.
En la cima del cerro se ubica un faro de 18 metros de alto, una capilla y el Museo Naval "El Fortín", lugar donde se encuentran cañones y otros artefactos que se utilizaban en los tiempos en que la ciudad era asediada por piratas. El más importante atractivo en esta área es la vista completa que se tiene de la ciudad. 

## Galería
|                       |
| Desde el Malecón 2000 |

|                  |
| Faldas del cerro |

|                    |
| Vista de la ciudad |

|             |
| Plaza Colón |

|                                |
| Capilla Virgen de las Mercedes |